# سيمون فونل
سيمون فونل (بالإنجليزية: Simon Funnell)‏ هو لاعب كرة قدم بريطاني في مركز الهجوم، ولد في 8 أغسطس 1974 في شوريهام في المملكة المتحدة. لعب مع نادي ساوثهامبتون.